# Joseph Armone
Joseph "Piney" Armone (13 de septiembre de 1917 - 23 de febrero de 1992), también conocido como Shorty, fue un gángster estadounidense de la familia criminal Gambino que ejerció de subjefe.

## Biografía

### Antecedentes
Nacido en el Upper East Side, Manhattan, Armone se ganó el apodo de "Piney" en los años 30 por extorsionar a los vendedores de árboles de Navidad. Era el hermano menor del mafioso Stephen Armone, uno de los primeros miembros de la familia criminal Mangano, precursora de la familia Gambino. Armone se casó con Josephine DiQuarto y fue padre de dos hijos. Josephine es pariente del capo de la familia criminal Genovese Dominick DiQuarto. Es tío del capo Gambino Joseph (Joey The Blonde) Giordano. Un devoto hombre de familia, Joseph Armone se mantuvo alejado de las amantes; Armone y su familia vivían en Brooklyn.

### Inicios de su carrera criminal
Armone siguió a su hermano en la familia Mangano. Para cuando Albert Anastasia se hizo cargo de la familia Mangano, se había convertido en uno de los principales generadores de ganancias de la familia. En 1957, el subjefe Joseph Biondo supuestamente eligió a Armone y a otros dos mafiosos de la familia para matar a Anastasia. Sin embargo, antes de que se produjera el ataque, Armone fue detenido por un cargo de narcotráfico y enviado a la cárcel. Biondo supuestamente sustituyó a Armone por su hermano Stephen y los sicarios mataron a Anastasia. Sin embargo, otros relatos sugieren que el capo de la Familia criminal Profaci y los miembros de su banda fueron los responsables del asesinato de Anastasia.
En 1964, Armone sobrevivió a un intento de asesinato. Se encontraba en un bar de Manhattan cuando un pistolero le disparó cinco veces a quemarropa. El 1 de octubre de 1964, Armone y otros 11 mafiosos fueron acusados en lo que se convirtió en el caso de la "Conexión francesa". Se les acusó de transportar heroína por valor de 20 millones de dólares entre 1956 y 1965 desde Francia a Estados Unidos utilizando a marineros, empresarios y un diplomático como correos de la droga. Durante el juicio, uno de los miembros del jurado fue abordado fuera del juzgado por Patricia DeAlesandro, una antigua conejita de Playboy y amiga de Armone. DeAlesandro intentó sobornarlo pero éste denunció el incidente a las fuerzas del orden. DeAlesandro fue posteriormente declarada culpable de soborno y condenada a cinco años de prisión.
El 22 de junio de 1965, Armone fue condenado por los cargos de la Conexión francesa. En julio de 1965, Armone fue condenado a 15 años de prisión.
Tras cumplir diez años de prisión, Armone fue liberado. Cuando el mafioso Paul Castellano se convirtió en jefe de la familia Gambino, lo ascendió a caporegime. El autor y periodista de la mafia Jerry Capeci citaría el éxito de Armone como un ejemplo de cómo la mafia estadounidense desatendía su prohibición oficial de traficar con drogas.

### La era Gotti
En 1985 Armone fue reclutado por el capo John Gotti en una conspiración para matar a Castellano. Gotti ya contaba con el apoyo del capo Frank DeCicco y los soldados Sammy Gravano y Robert DiBernardo, pero conseguir el apoyo de Armone era un paso fundamental en la conspiración. Como veterano respetado en la familia Gambino, Armone ofrecería más credibilidad al nuevo régimen y aplacaría a los partidarios de Castellano. Por su parte, Armone no veía con buenos ojos a Castellano como gánster y veía el golpe de Gotti como una última oportunidad para ascender a un papel de liderazgo en la familia.
Esa oportunidad llegó en abril de 1986, cuando el subjefe original de Gotti, Frank DeCicco, fue volado por una bomba a control remoto. Gotti nombró entonces a Armone como su nuevo subjefe y lo envió a Florida para supervisar las actividades de la familia Gambino en ese lugar.
El 22 de diciembre de 1987, Armone fue condenado en Nueva York por cargos de conspiración de crimen organizado que incluían extorsión, soborno y viajes interestatales ilegales para cometer sobornos. La acusación de soborno se refería a un complot de 1981 a 1982 para sobornar a un funcionario del gobierno con 20.000 dólares para trasladar al hijo del consigliere Gambino Joseph N. Gallo de una prisión estatal de Nueva York a una prisión federal. Gallo también fue condenado en el juicio. De acuerdo con las directrices federales para la imposición de penas, cualquier sentencia impuesta a Gallo y Armone equivaldría a una cadena perpetua a sus edades. Teniendo esto en cuenta, el juez dejó a Gallo en libertad bajo fianza antes de la sentencia, dándole de hecho una última Navidad con su familia. A Armone se le ofreció una libertad temporal similar, pero sólo con la condición de que admitiera públicamente su papel en la familia y renunciara a sus vínculos con ella. Gotti, sin embargo, había prohibido a los miembros de Gambino aceptar acuerdos de culpabilidad que reconocieran la existencia de la familia y le negó a Armone una excepción.
El 22 de febrero de 1988, Armone fue condenado a 15 años de prisión federal y se le impuso una multa de 820.000 dólares.
El 24 de septiembre de 1988, en un caso distinto, Armone fue absuelto por un veredicto dirigido en Florida de los cargos de extorsión, usura y chantaje en el condado de Broward.

### Muerte
El 23 de febrero de 1992, Armone murió en la cárcel por causas naturales. Fue enterrado en el Cementerio de la Resurrección en Staten Island, Nueva York.